# スクリーンゴルフ
スクリーンゴルフは実際のゴルフクラブとゴルフボールを使い、プロジェクターで映写されたスクリーンに向かって打つインドアゴルフ機器。バーチャルゴルフ、シミュレーションゴルフ、ゴルフシミュレーターとも言う。打ち放たれたボールをセンサーが感知し、コンピュータにデータが伝送されスクリーン上に具現化される。インドアで実際のゴルフプレーや練習を楽しむ事ができる。床がアンジュレーションにより傾斜してよりリアル感を体感できるように進化している。
ゴルフバーは、数台のスクリーンゴルフを備え、飲食もできる店舗である。
孫正義は空気ダクトで風を送ることで臨場感を増した『ゴルフシミュレーションゲーム環境装置』を特許出願している（特許4041197）。